# Citadelle d'Arras
La citadelle d'Arras est construite par Vauban de 1668 à 1672, pour défendre la place d'Arras. Elle est inscrite au patrimoine mondial de l'UNESCO.

## Historique

### «La belle inutile»
La construction de la citadelle est projetée à cinq endroits différents d'Arras : dans la cité, à proximité de la grand-place, à la porte Ronville, dans l'ouvrage de Baudimont ou entre les portes d'Amiens et d'Hagerue. C'est ce dernier emplacement qui est choisi car il forme un angle droit entre la ville et la cité. La construction débute en 1668 et se termine en 1670. En parallèle, les remparts en pâtirent.
Lorsque Vauban définit son pré carré destiné à assurer la défense française contre les invasions, il définit une seconde ligne de défense au niveau d'Arras, et fait construire la citadelle de la ville. Jamais attaquée, cette citadelle est surnommée « la belle inutile ». Selon Charles de Lalleau, le surnom vient du fait qu'il n'y avait pas de servitude entre Arras et sa citadelle. Les remparts ont été détruits tardivement et l'esplanade n'était pas formée.
En 1715, certains souterrains servent de prison.
En 1830, après la charte constitutionnelle du 14 août, le temple de la citadelle est transformé en magasin. Celui-ci se délabre depuis.

### Lieu de mémoire de la Seconde Guerre mondiale
D'août 1941 à juillet 1944, 218 personnes ont été fusillées dans les fossés de la citadelle d'Arras, de nationalité française pour la plupart mais aussi belge, hongroise, italienne, polonaise, portugaise, soviétique, tchécoslovaque ou yougoslave. Le plus jeune des fusillés était âgé de 16 ans, le plus âgé de 69. Sur le Mur des fusillés, ont été apposées 218 plaques sur chacune desquelles est inscrit le nom d'une victime suppliciée.

À l'entrée de la citadelle une plaque porte cette dédicace : 

« In Memoriam. 218 patriotes de toutes origines ont été fusillés de 1941 à 1944 dans les fossés de la Citadelle d’Arras. Vous qui venez en ce lieu, gardez en vos mémoires le souvenir de leur martyre. »

Le résistant communiste Julien Hapiot, héros de la grève patriotique des cent mille mineurs du Nord-Pas-de-Calais en mai-juin 1941, y est par exemple fusillé en septembre 1943 et Alfred Touny en avril 1944. Le site est fortement médiatisé lors de l’inauguration du « Mur des fusillés » de la citadelle d'Arras le 18 septembre 1949, couvert d'une série de plaques nominatives, financées par voie de souscription, commémorant le sacrifice des plus de 200 « combattants de l’ombre » dont une grande partie victime de la répression allemande après la grande grève de 1941. Cependant, l'un des invités, Édouard Herriot, alors maire de Lyon et président de l’Assemblée nationale, subit les huées des centaines de mineurs présents.  
Alors que 90 « étaient des communistes avérés », selon l’historien Christian Lescureux, la mention sur leurs plaques de leur engagement militant suscite de « vives discussions » avant l'inauguration. L’indication de « l’appartenance politique pose notamment un problème », mais les communistes, qui la réclament, obtiennent gain de cause sur « cette prétention ».
L’inauguration a lieu sur fond de « souvenir de la sanglante répression par l’État de la grève des mineurs de l’automne 1948 ». Dans son discours, Auguste Lecoeur, président de la Fédération régionale du sous-sol de la CGT, dénonce une « Allemagne nationaliste et revancharde  » pour dénoncer le réarmement allemand et se déclarer « du côté des vainqueurs de Stalingrad ». Le socialiste Guy Mollet renonce à son propre discours pour dénoncer, un peu plus tard, un « discours polémique  » d'Auguste Lecoeur, qu'il présente comme une violation du « caractère sacré du lieu, une véritable profanation ». Deux ans auparavant, le 13 juillet 1947, l’inauguration sur place par Vincent Auriol, président de la République, du «  poteau des fusillés », avait eu lieu sans incidents.

### La citadelle auXXIesiècle
Monument historique partiellement classé en 1920 et 1929, puis en totalité en 2012, la citadelle est inscrite au patrimoine mondial de l'UNESCO en 2008, parmi l'une des douze principales fortifications de Vauban.
La citadelle est démilitarisée en 2010. L'État en confie alors la gestion à la communauté urbaine d'Arras. Une consultation pour le schéma directeur d'aménagement est lancée en avril 2010.
Un projet de reconversion est annoncé en janvier 2011. La citadelle accueille depuis un pôle loisirs, un pôle logements et un pôle économique. 

## Événements culturels
La citadelle accueille en juillet le Main Square Festival.
Plusieurs scènes du film La Liste de mes envies (2014) sont tournées dans la citadelle.

## Galerie

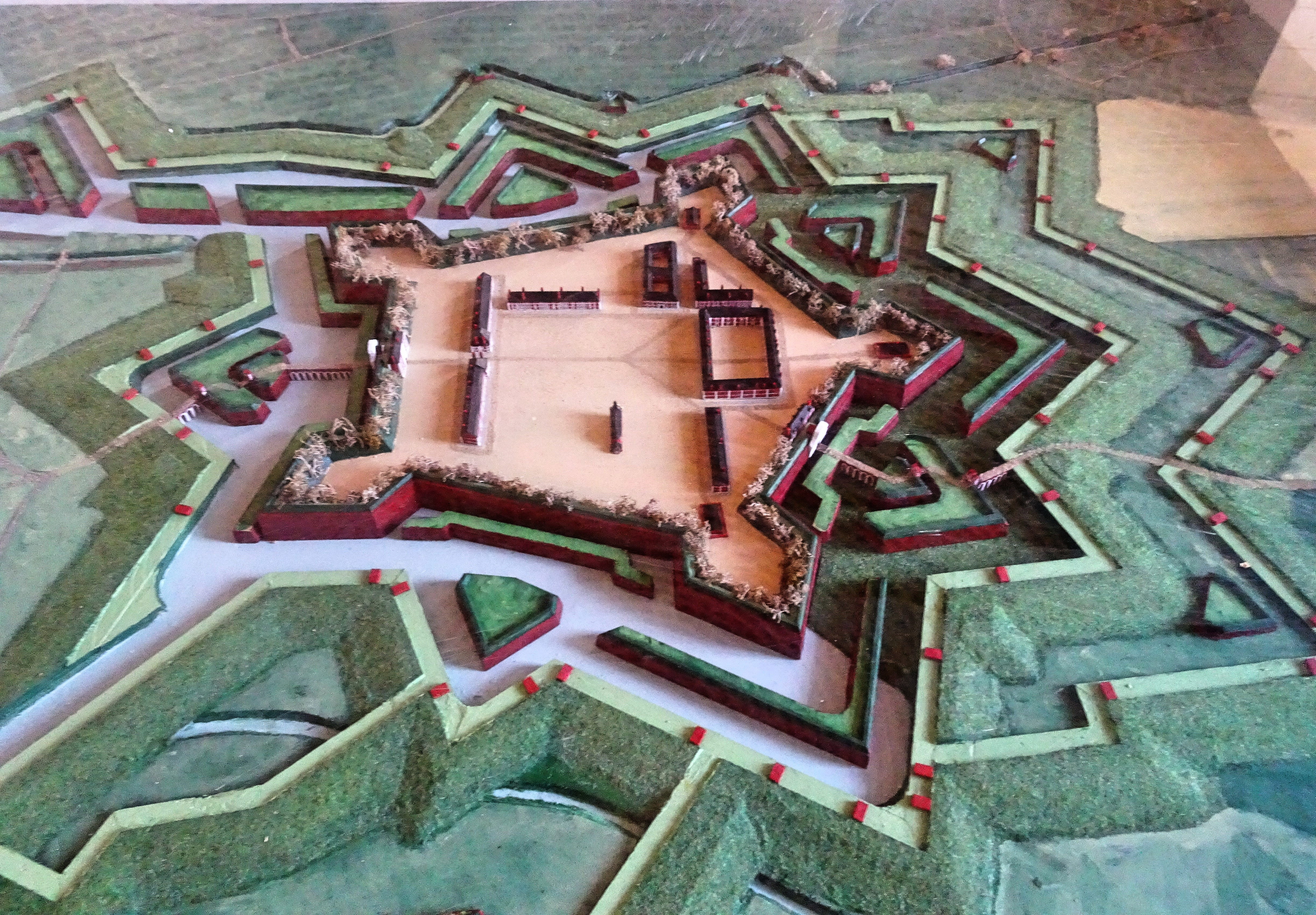
Maquette.
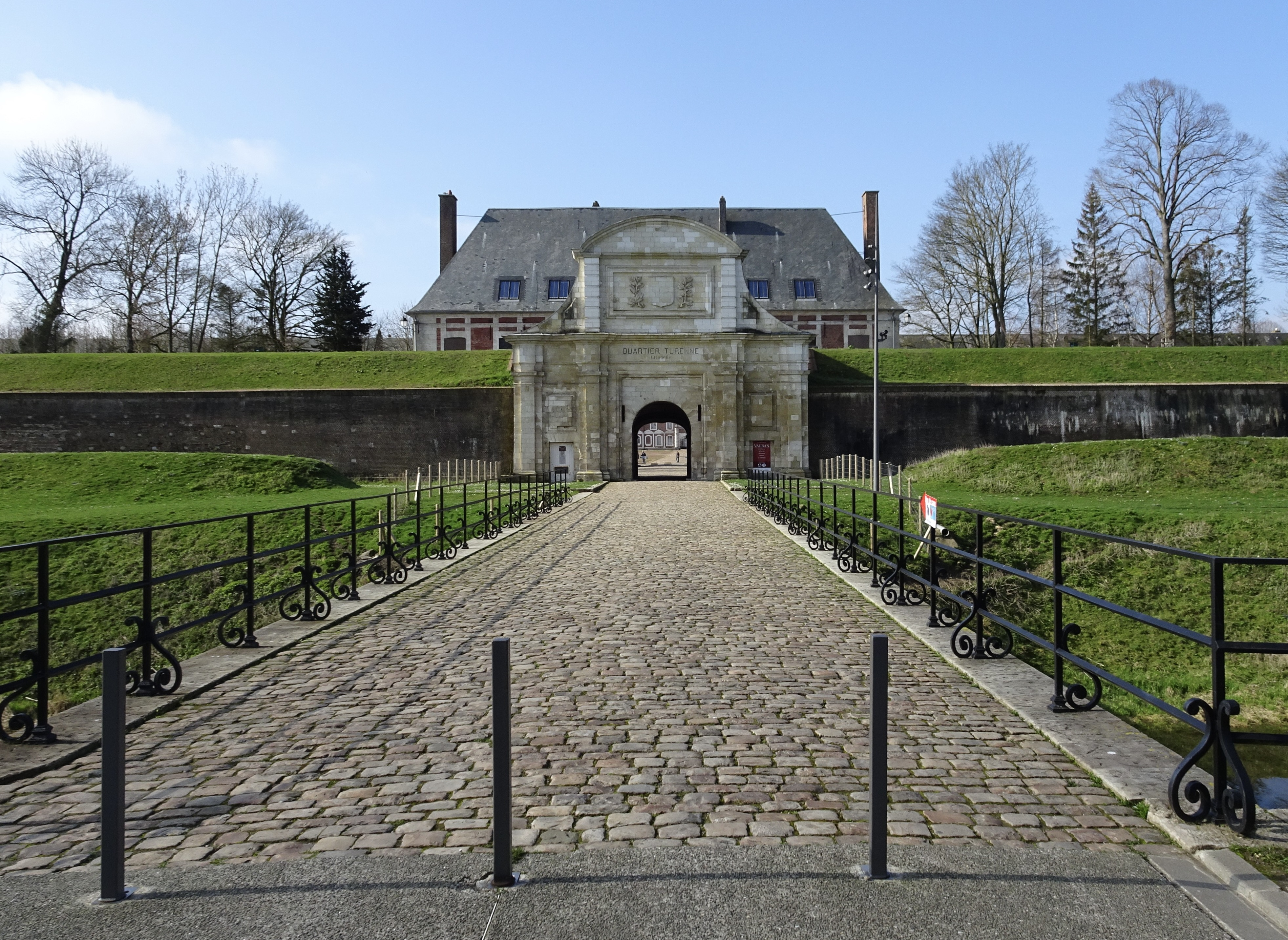
Porche d'entrée.
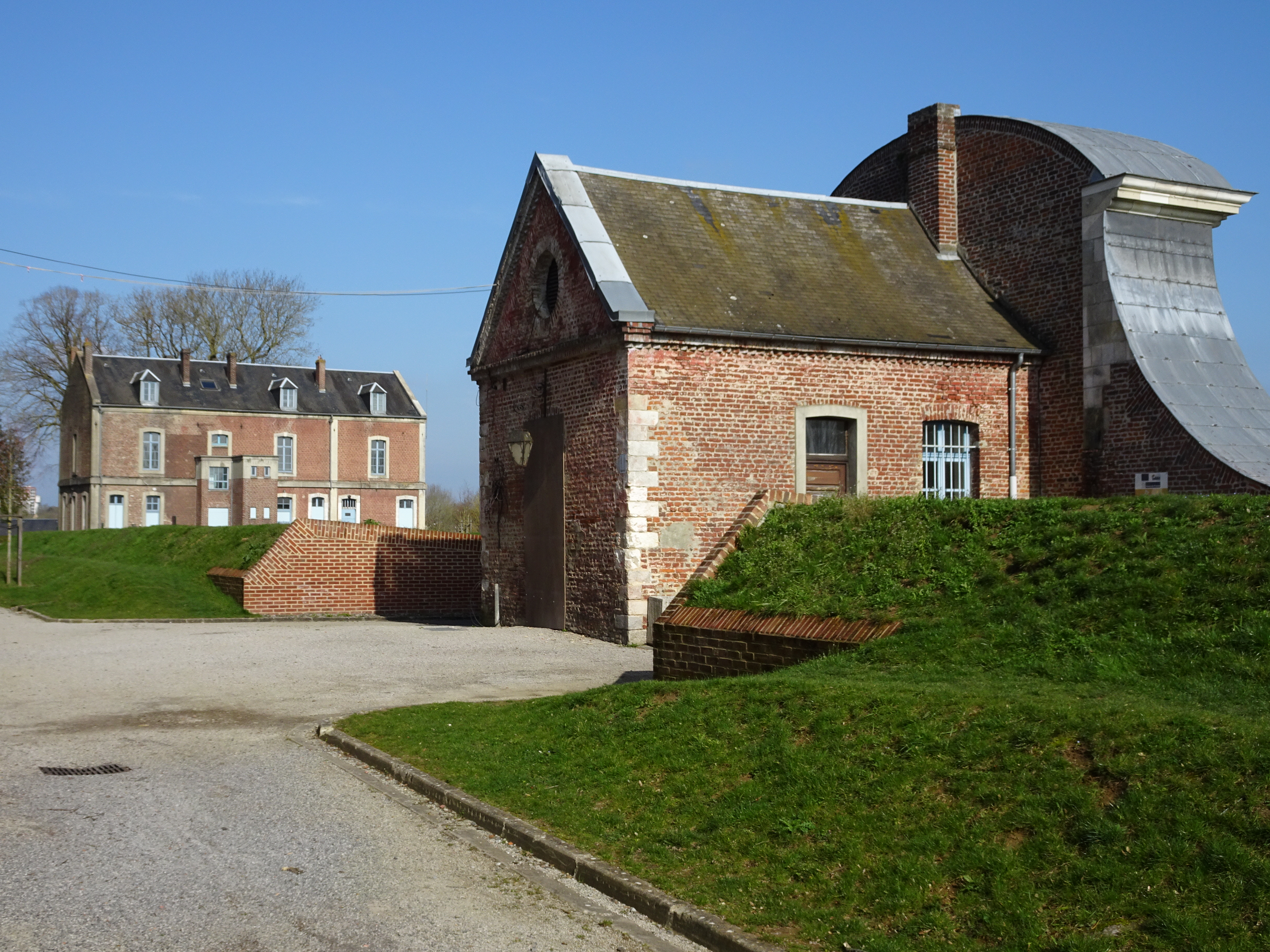
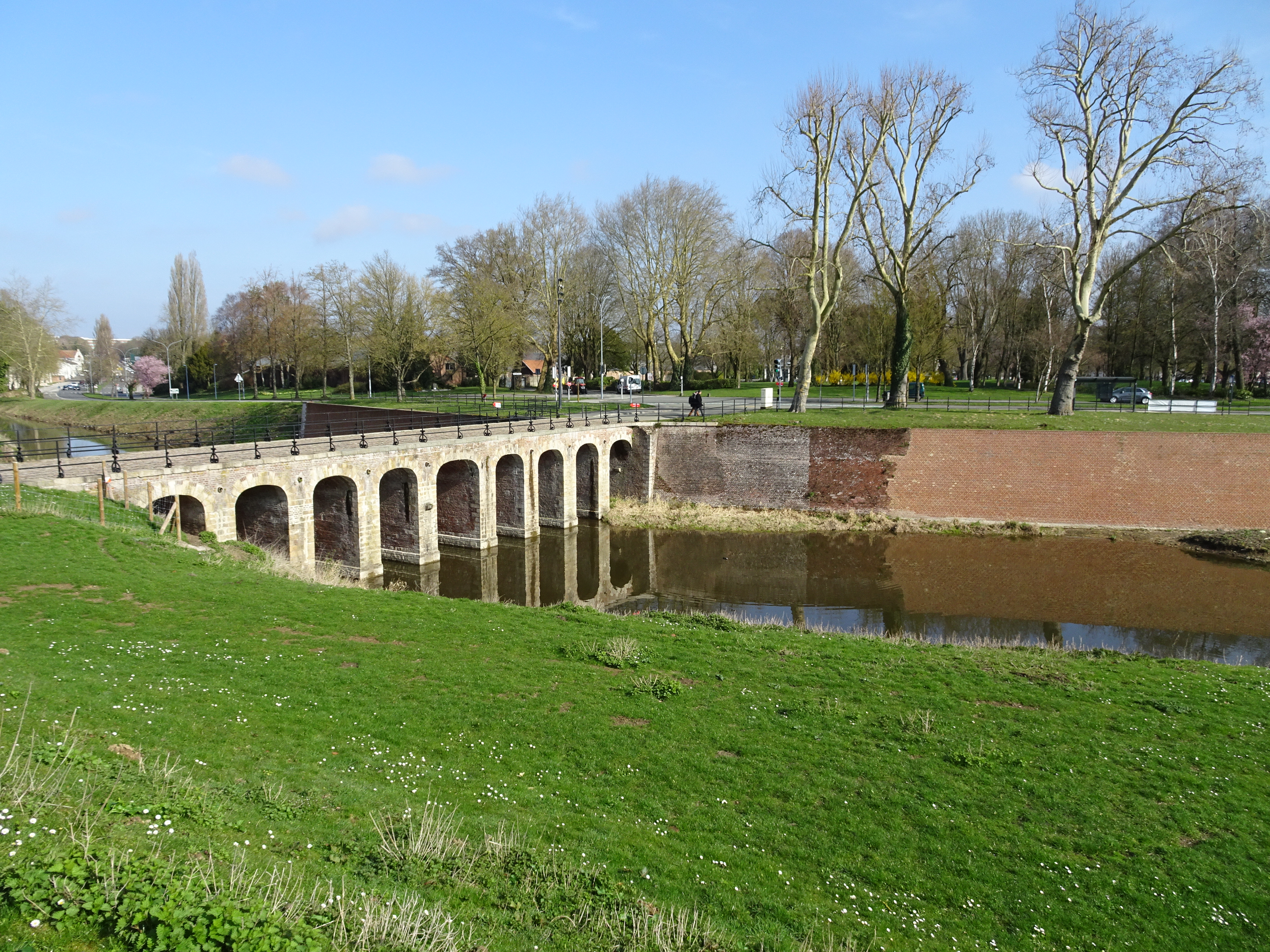
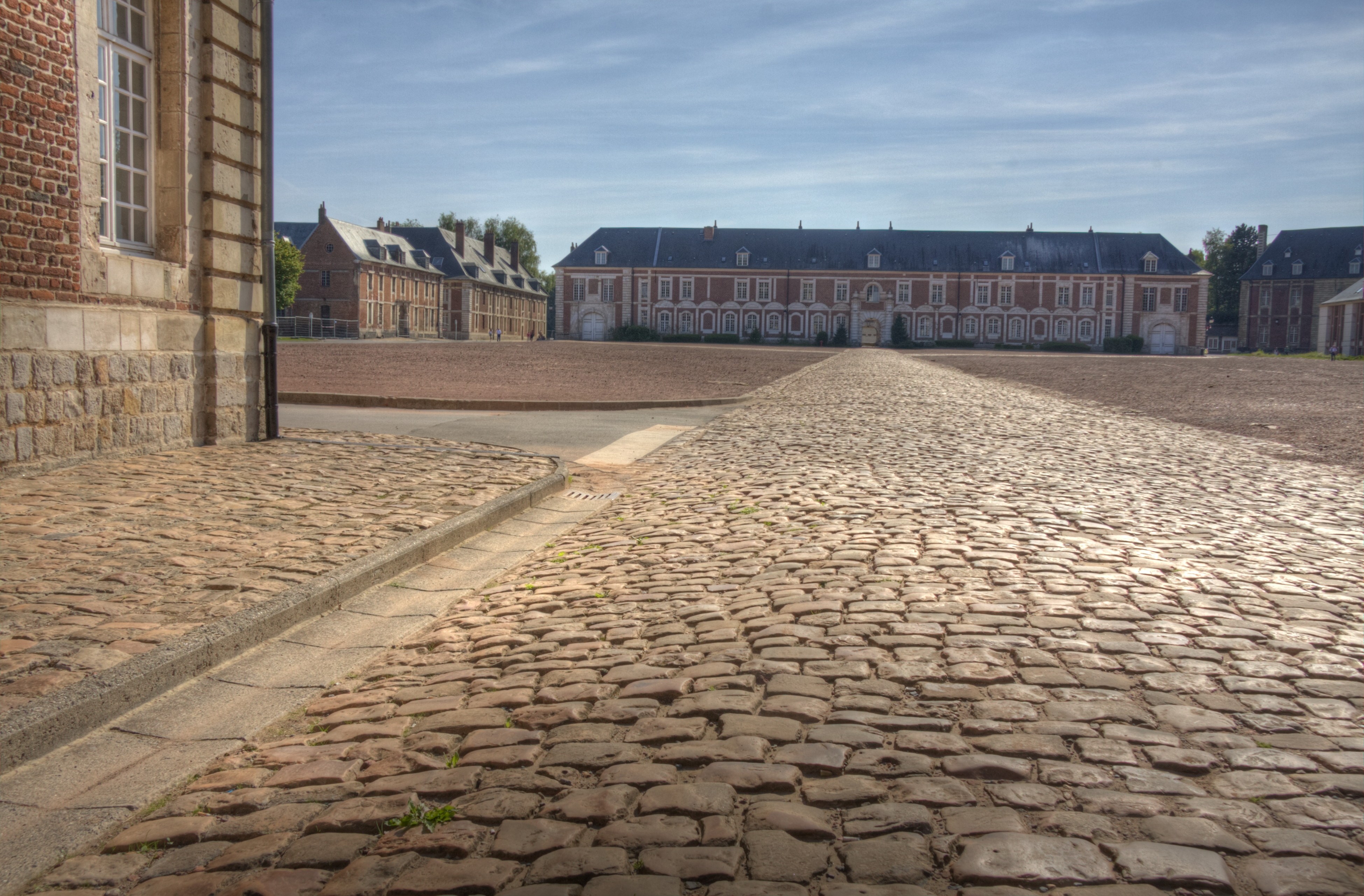
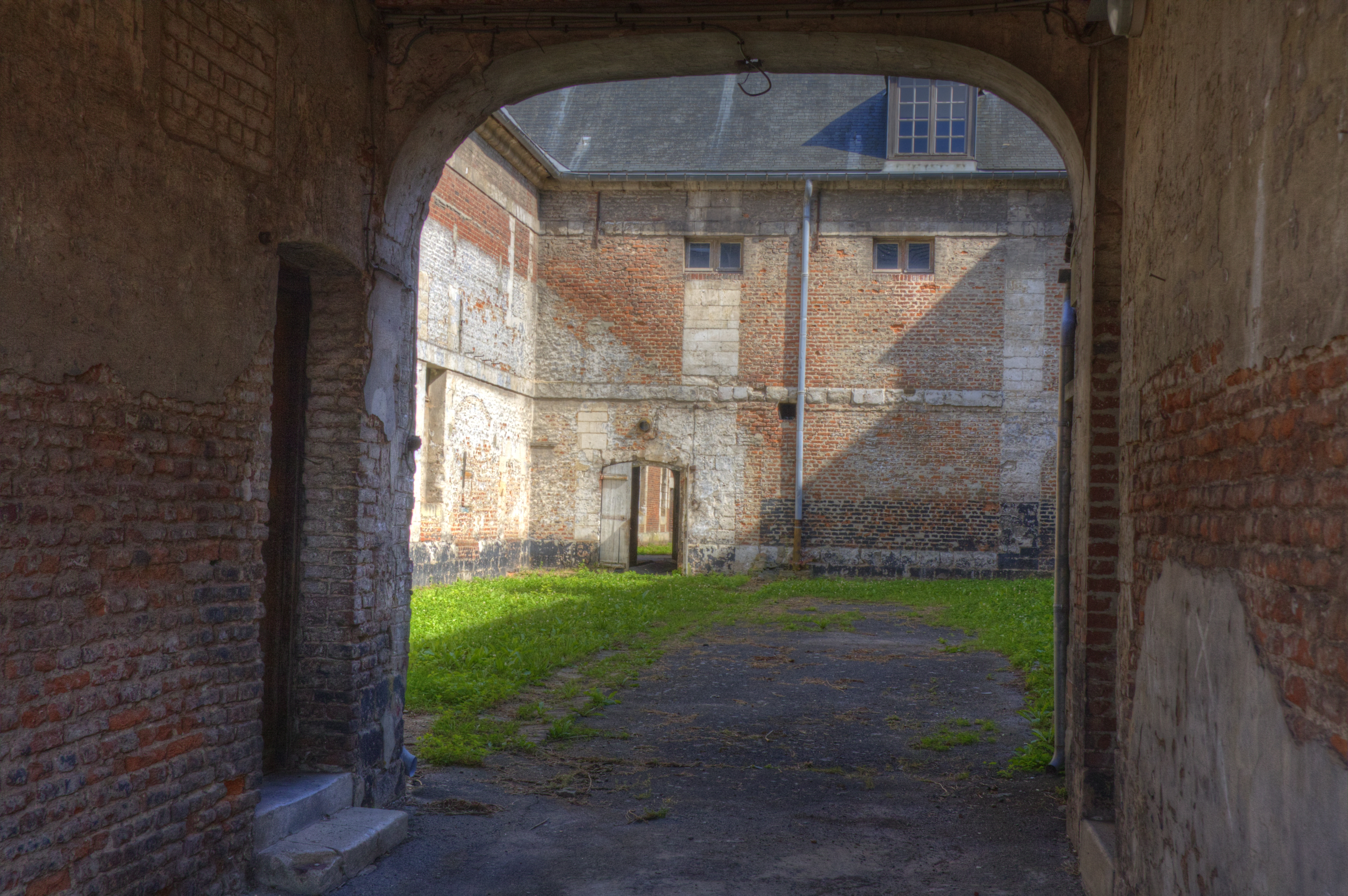
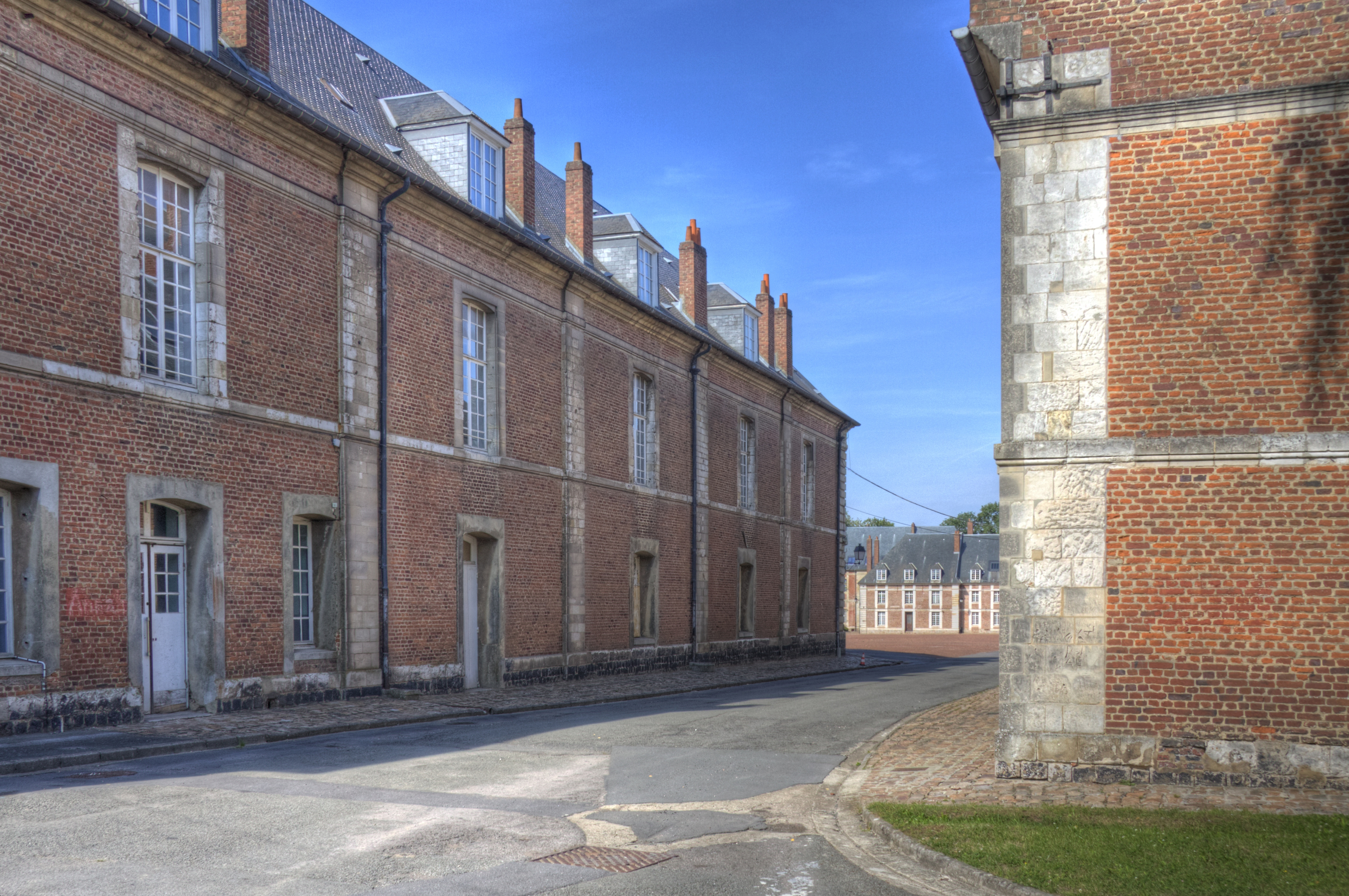
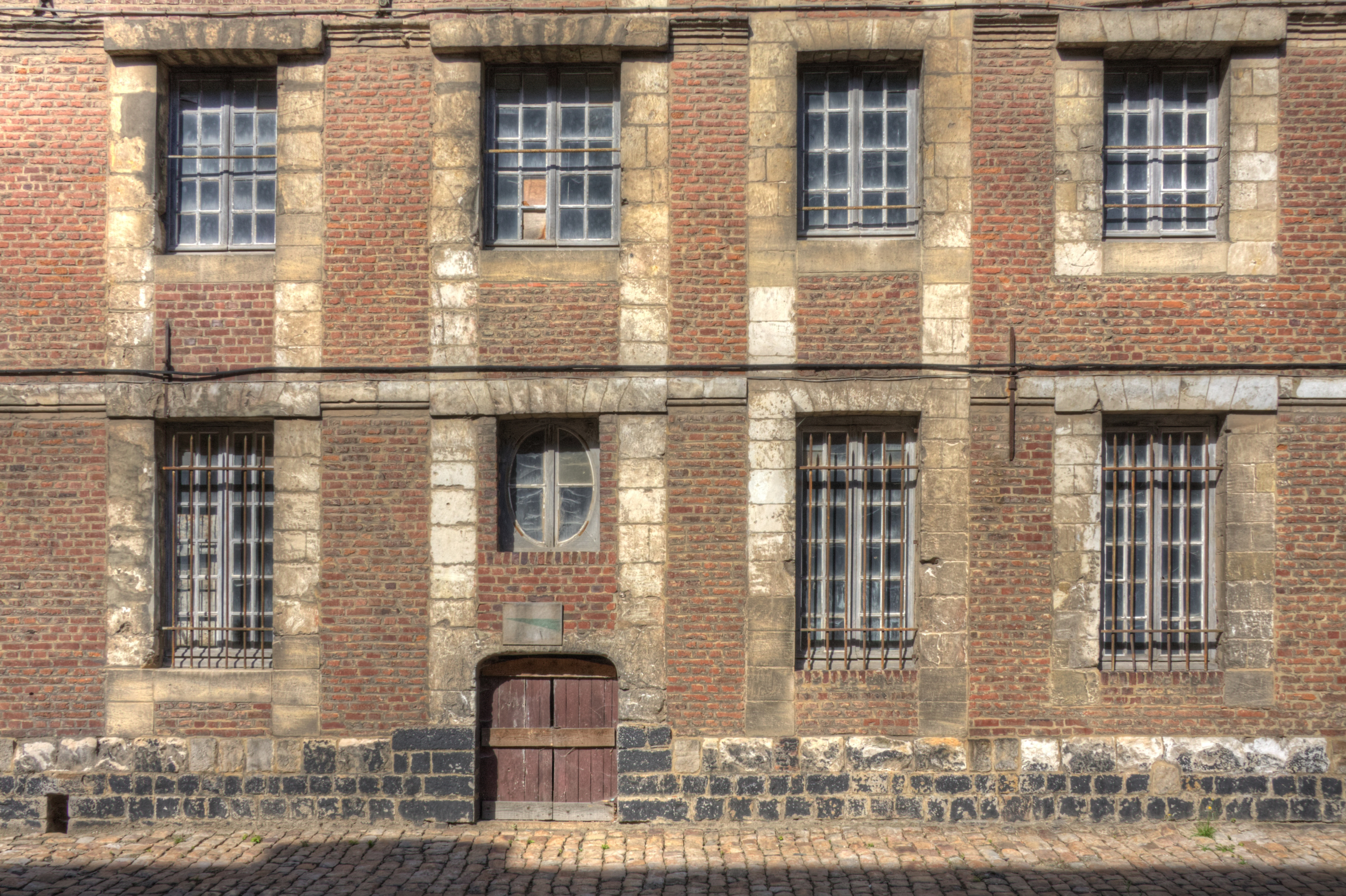
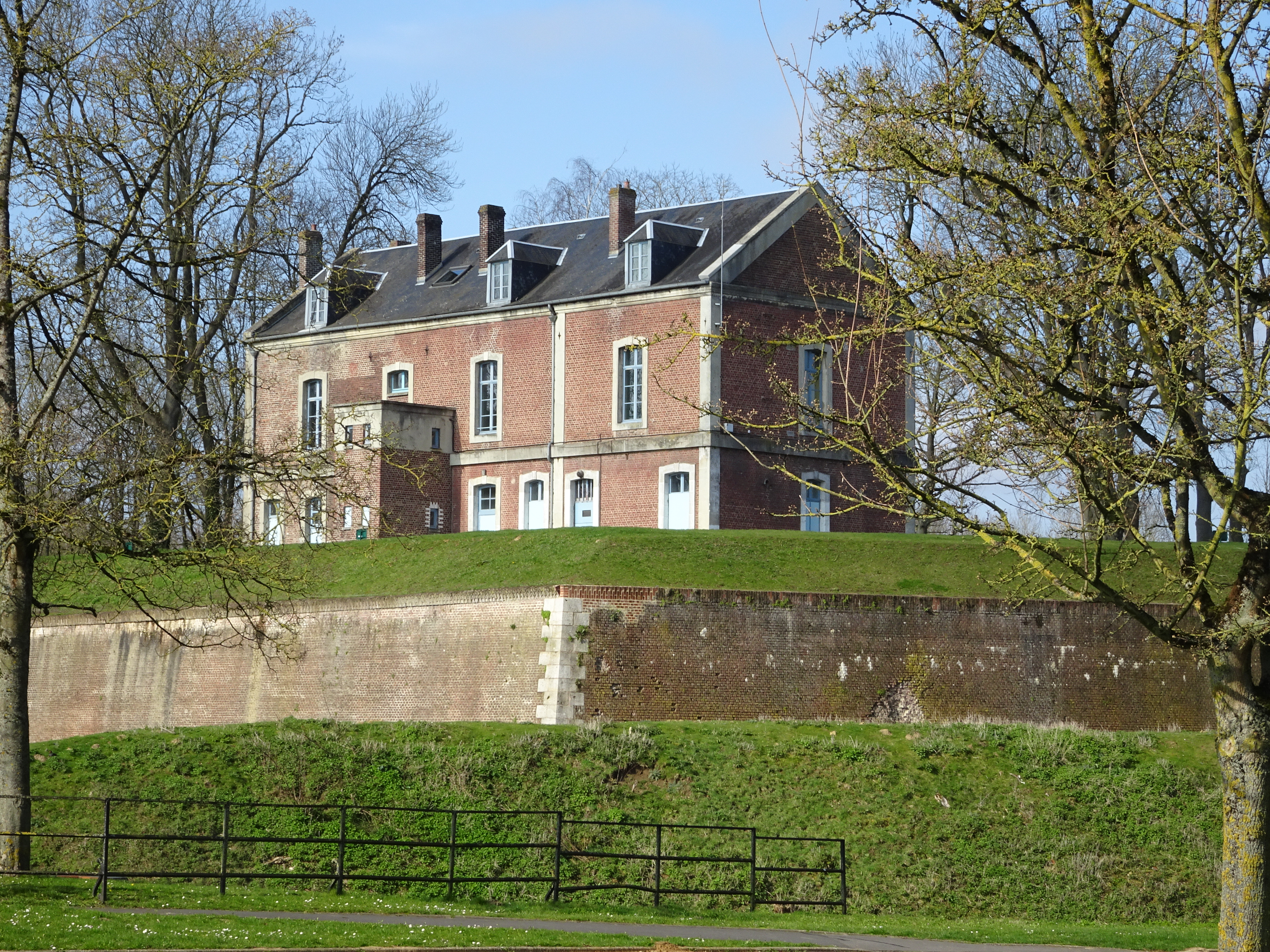
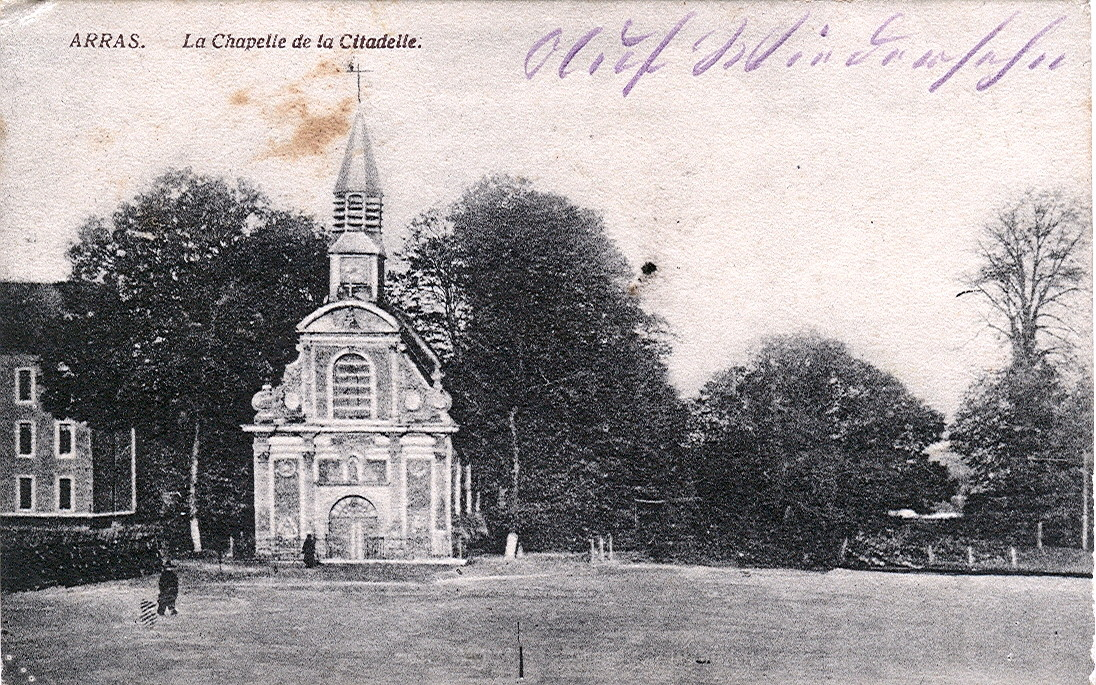
Chapelle Saint-Louis d'Arras en 1915.
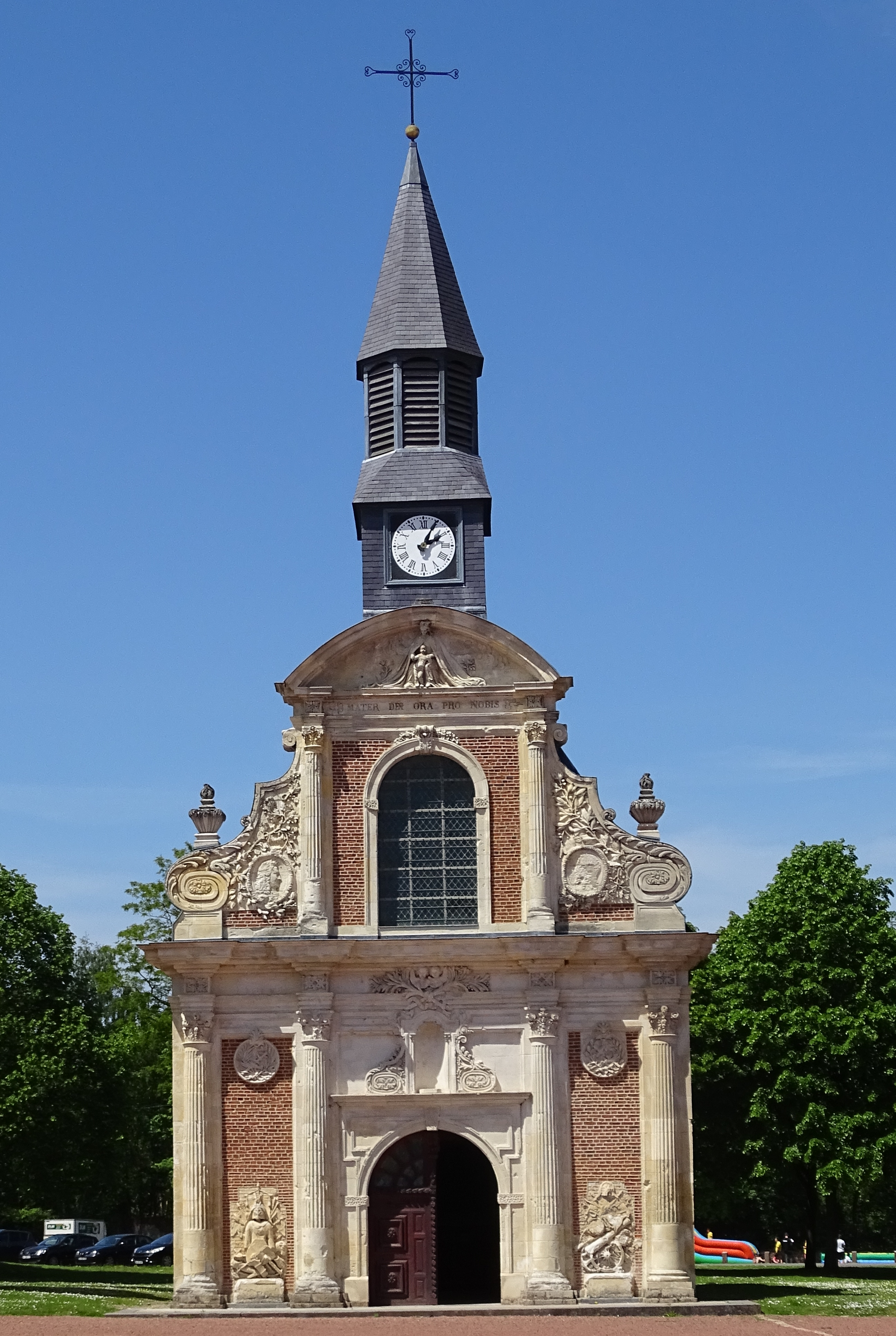
Chapelle en 2015.
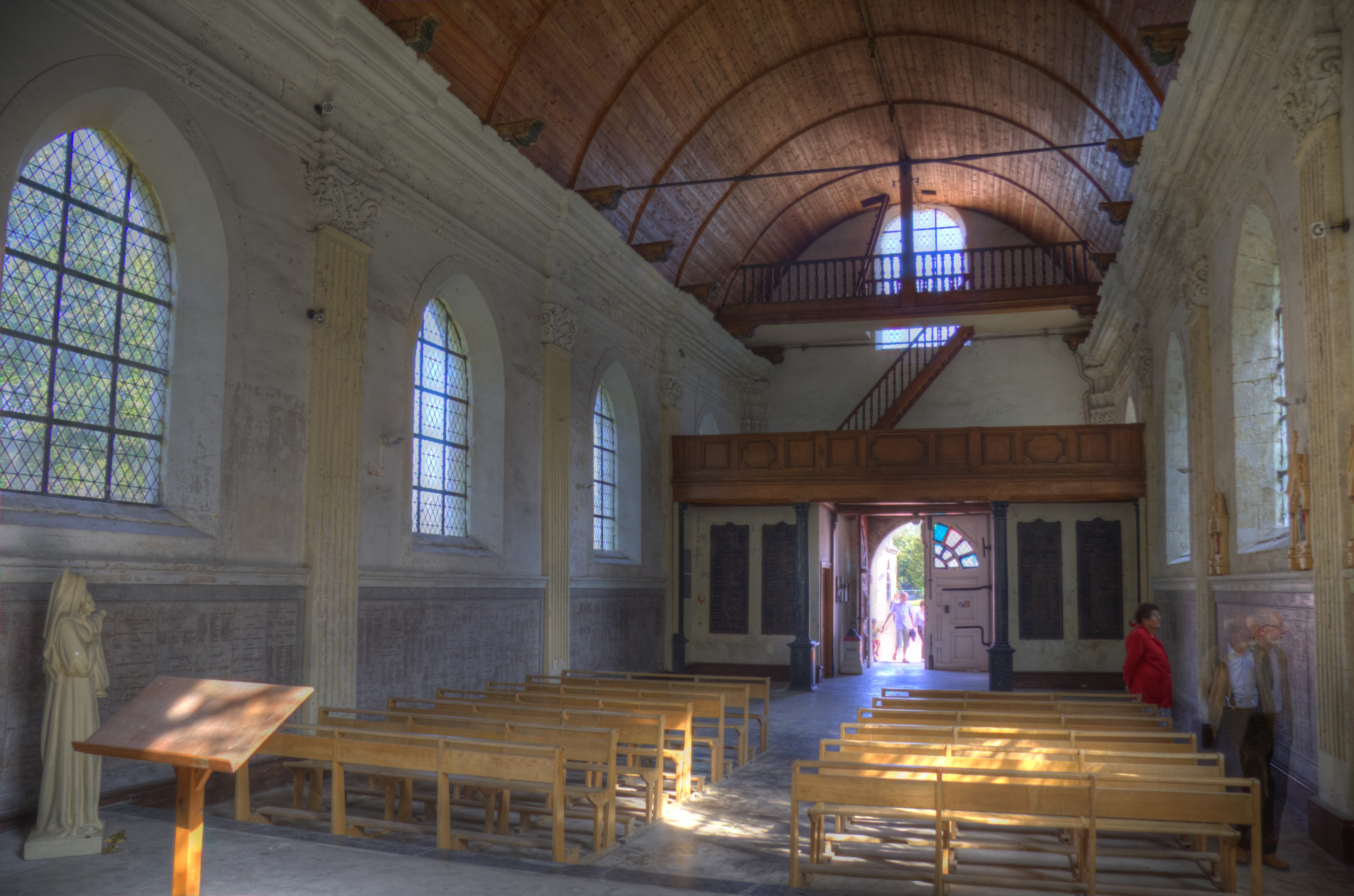
Intérieur de la chapelle.
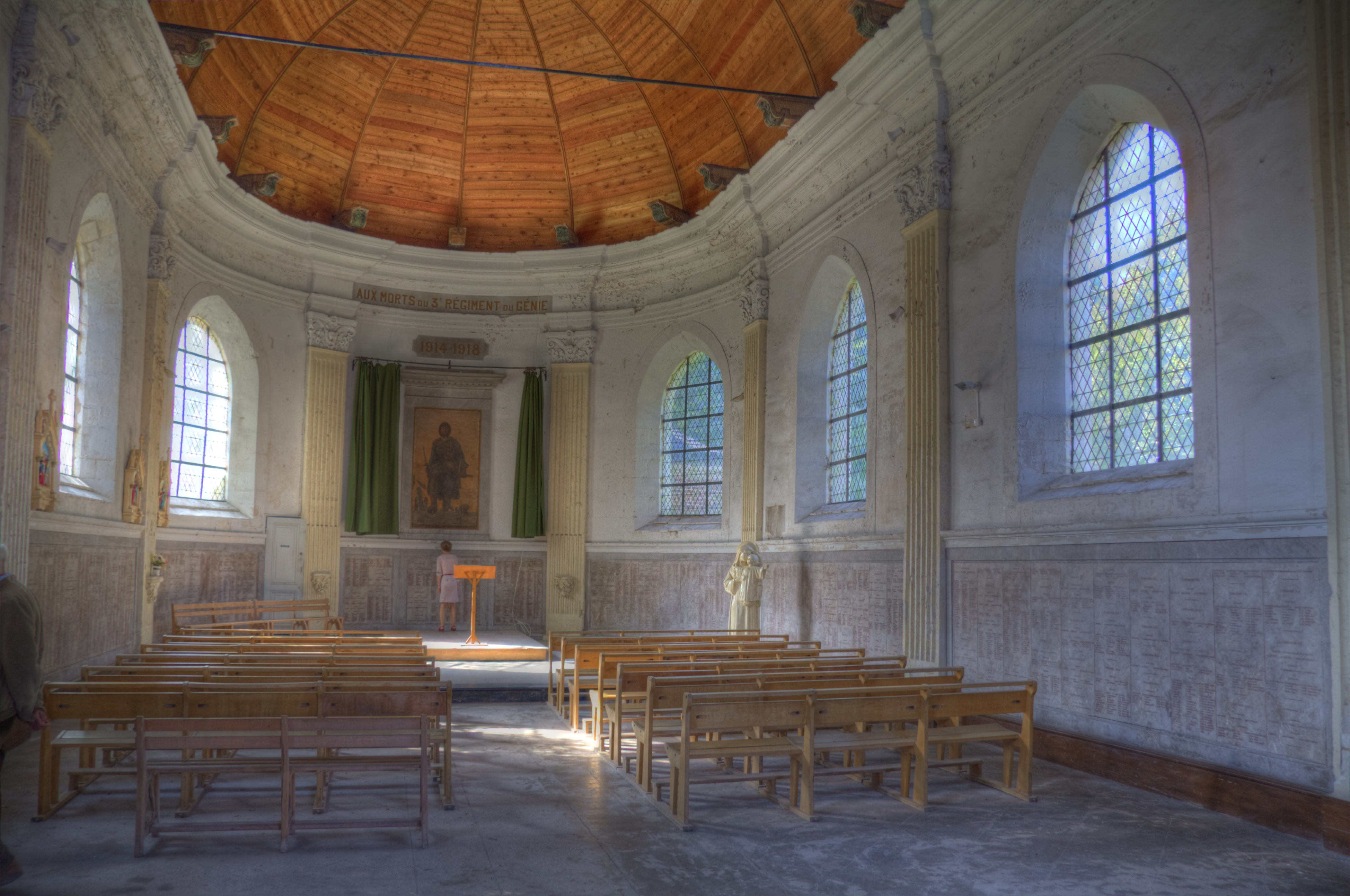
Intérieur de la chapelle.
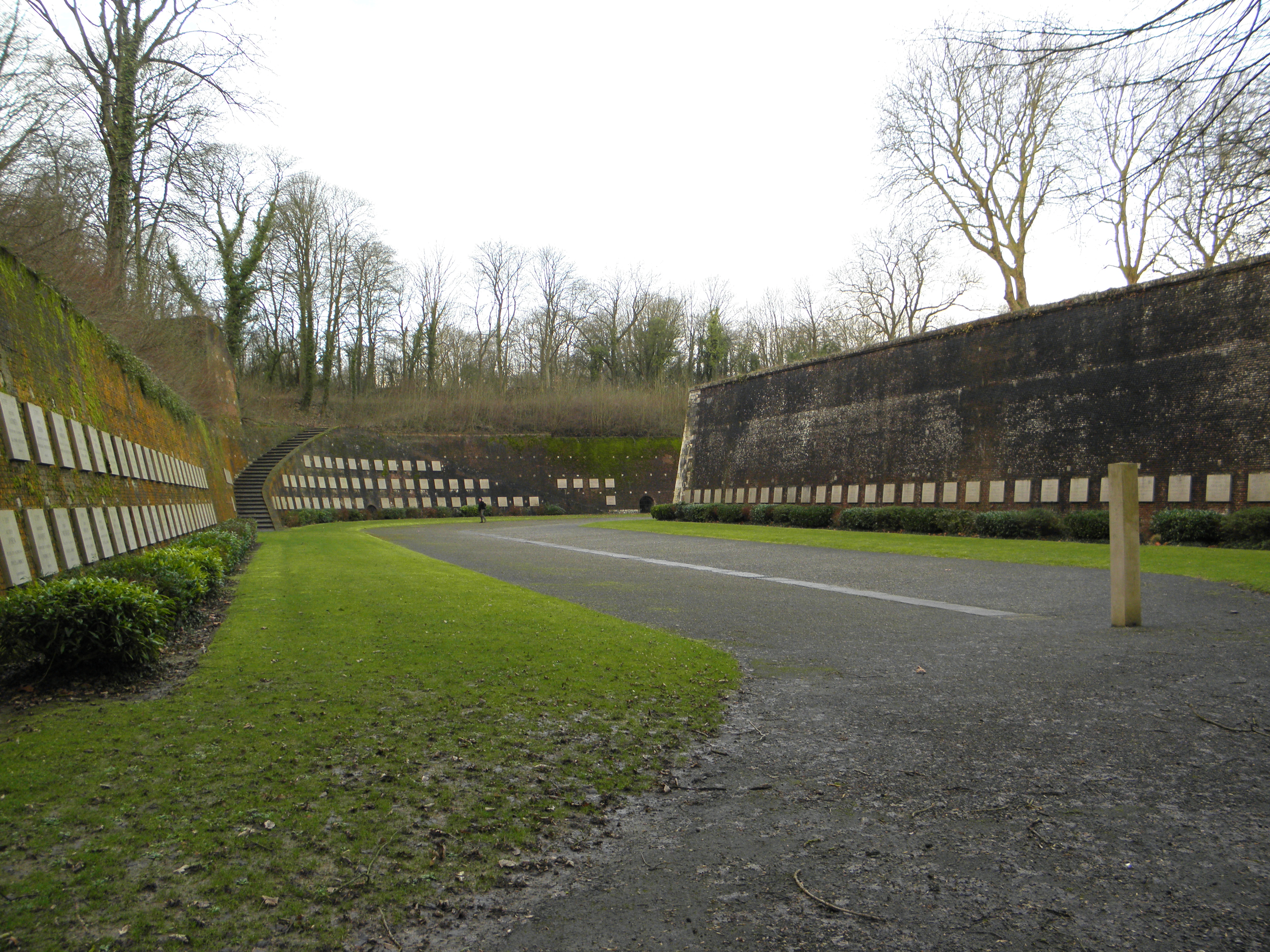
Mur des fusillés.
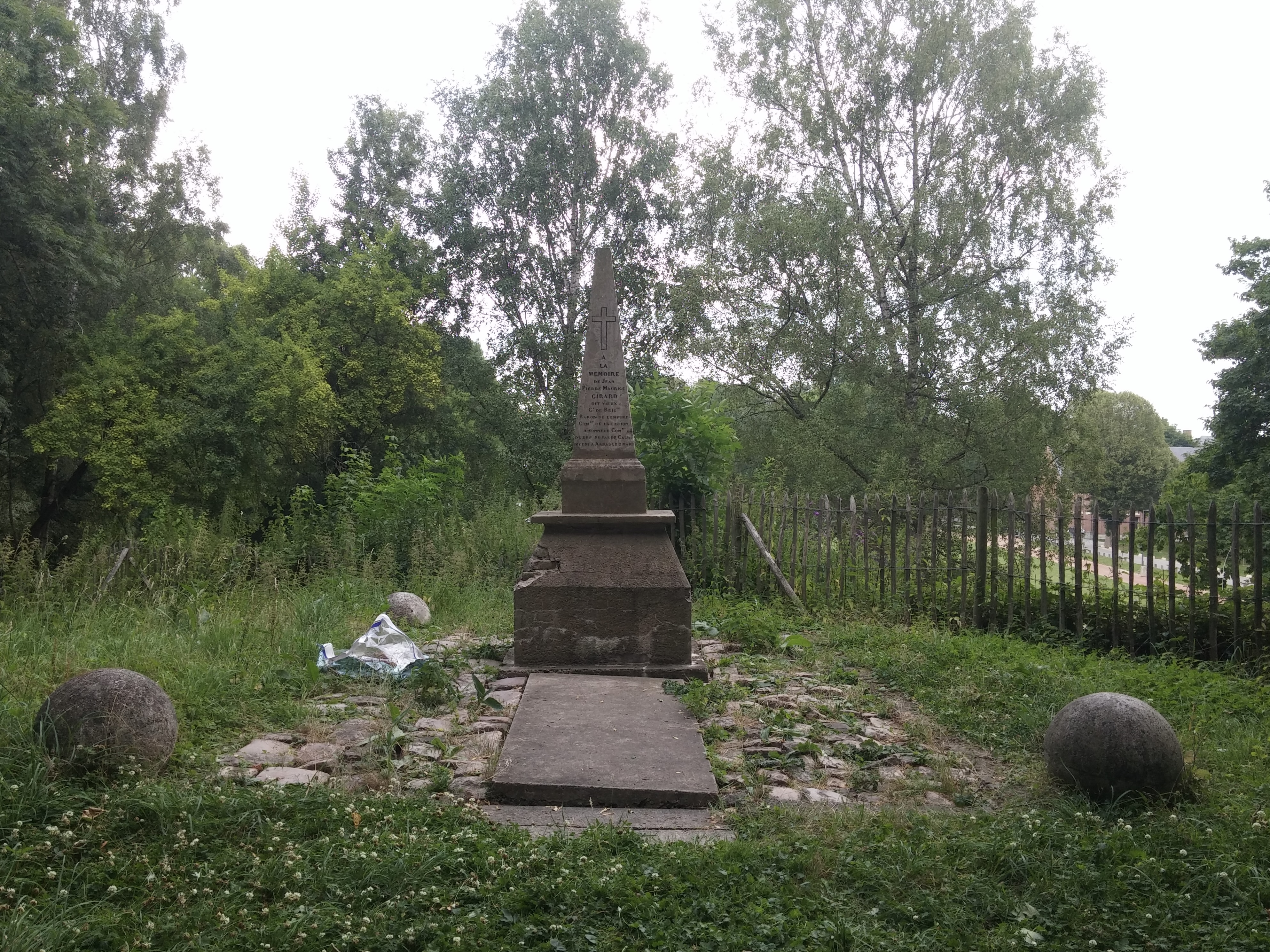
Sépulture de Jean-Pierre Girard.